# Ângelo Torres
Ângelo Torres (Malabo, 14 aprile 1964) è un regista e attore saotomense nato nella Guinea Equatoriale.

## Filmografia

### Attore

#### Cinema
- Duma vez por todas, regia di Joaquim Leitão (1987)
- Xavier, regia di Manuel Mozos (1992)
- Encontros imperfeitos, regia di Jorge Marecos Duarte (1993)
- Terra Estrangeira, regia di Walter Salles e Daniela Thomas (1995)
- A Tempestade da Terra, regia di Fernando D'Almeida e Silva (1997)
- Ilunga, regia di Miguel Petchovski (1998)
- Entre Nós, regia di Margarida Cardoso - cortometraggio (2000)
- Black & White, regia di Daniel Blaufuks - cortometraggio (2000)
- Nha Fala, regia di Flora Gomes (2002)
- Almirante Reis, regia di Fernando Vendrell - cortometraggio (2002)
- Preto E Branco, regia di José Carlos de Oliveira (2003)
- Tudo Isto É Fado, regia di Luís Galvão Teles (2004)
- Hi! Am Erica, regia di Yannis Ioannou (2005)
- Superfície, regia di Rui Xavier - cortometraggio (2008)
- A Ilha dos Escravos, regia di Francisco Manso (2008)
- O Último Condenado à Morte, regia di Francisco Manso (2009)
- Estrada de Palha, regia di Rodrigo Areias (2012)
- Amareloazulpretoamarelo, regia di Marta Sousa Ribeiro - cortometraggio (2012)
- Bobô, regia di Inês Oliveira (2013)
- O espinho da rosa, regia di Filipe Henriques (2013)
- Estranhamento, regia di Pedro Cabeleira (2013)
- Fortunato: D'aqui até São Torcato, regia di João Rodrigues - cortometraggio (2014)
- Ornamento e Crime, regia di Rodrigo Areias (2015)
- A Pedra, regia di Ana Lúcia Carvalho - cortometraggio (2016)
- A Ilha dos Cães, regia di Jorge António (2017)
- Verão Danado, regia di Pedro Cabeleira (2017)
- O Fim da Inocência, regia di Joaquim Leitão (2017)
- Gabriel, regia di Nuno Bernardo (2018)
- Caminhos Magnétykos, regia di Edgar Pêra (2018)
- Para Além da Memória, regia di Miguel Babo (2019)
- O Último Banho, regia di David Bonneville (2020)

#### Televisione
- O Café do Ambriz – miniserie TV (1991)
- Por Mares Nunca Dantes Navegados – serie TV, episodi 1x7 (1991)
- Mauser, regia di Heiner Müller – film TV (1992)
- Sozinhos em Casa – serie TV, episodi 2x10 (1994)
- Novacek – serie TV, episodi 1x4 (1996)
- A Mulher do Sr. Ministro – serie TV, episodi 2x23 (1996)
- Polícias – serie TV, episodi 1x12 (1996)
- Pensão Estrela – serie TV, 33 episodi (1996-1997)
- Ora Viva! – serie TV, 8 episodi (1998)
- O Fura-Vidas – serie TV, episodi 2x3-2x4-2x13 (1999)
- Jornalistas – serie TV, episodi 2x9 (1999)
- A Noiva, regia di Luís Galvão Teles – film TV (2000)
- Querido Professor – serie TV, episodi 1x12 (2001)
- 88, regia di Edgar Pêra – film TV (2002)
- Sociedade Anónima – serie TV, 13 episodi (2002)
- La mort est rousse, regia di Christian Faure – film TV (2002)
- Storia di guerra e d'amicizia – miniserie TV (2002)
- Volpone, regia di Frédéric Auburtin – film TV (2003)
- Casos da Vida – serie TV, episodi 1x14 (2008)
- Rebelde Way – serie TV, 4 episodi (2008)
- Equador – miniserie TV, 12 episodi (2009)
- Vamos Ouvir – serie TV (2009)
- Conta-me Como Foi – serie TV, episodi 4x20 (2010)
- Legàmi (Laços de Sangue) – serie TV, 3 episodi (2011)
- O Bar do Ti-Chico, regia di Ricardo de Almeida – film TV (2011)
- Liberdade 21 – serie TV, 14 episodi (2008-2012)
- Maternidade – serie TV, episodi 2x26 (2013)
- A Mãe do Senhor Ministro – serie TV, episodi 1x3 (2013)
- A Única Mulher – serie TV, 551 episodi (2015-2017)
- Ouro Verde – serie TV, 221 episodi (2017)
- A Herdeira – serie TV, 131 episodi (2018)
- Conta Um Conto – serie TV, episodi 1x20 (2018)
- Prisioneira – serie TV, 66 episodi (2019)

### Regista
- Mionga ki Ôbo: Mar e Selva - documentario (2005)
- Kunta - cortometraggio (2007)
- Aqui a Batalha de Yaguajay - Sobreviventes - documentario (2013)

## Riconoscimenti
- Cooperativa GDA
  - 2012 – Miglior attore non protagonista per Americo (Ferrovia)
- 18° Film Festival portoghese Ways
  - 2012 – Miglior attore non protagonista per Estrada de Palha